# Anemia familiaris
Anemia familiaris là một loài dương xỉ trong họ Anemiaceae. Loài này được Mickel mô tả khoa học đầu tiên năm 1982.